# 四方八洲男
四方 八洲男（しかた やすお、1940年（昭和15年）2月10日 - ）は、日本の政治家。元京都府綾部市長（3期）、元京都府議会議員（3期）、元綾部市議会議員（2期）。兄は元毎日新聞編集委員、元サンデー毎日編集長の四方洋、長男は京都府議会議員の四方源太郎。

## 来歴
兵庫県西宮市生まれ。終戦と共に、両親の郷里である綾部市（当時は何鹿郡綾部町）にＵターンし、綾部市立綾部小学校、綾部市立綾部中学校、京都府立綾部高等学校、京都大学経済学部卒業。1963年（昭和38年）三菱重工業株式会社に入社。
1976年11月に「オールカラー版 世界の童話」（小学館）を自分の子供に読み聞かせていたところ、『ピノキオ』中の「びっこのキツネ」「めくらのネコ」という箇所に気づき、その点を指摘しながら「五体満足で利口な主人公を『期待される子供像』として描いている反面、他の障害を持つキャラクターを社会の落伍者として描いており、差別を拡大助長させる童話であり看過できない」と出版社に抗議する。
この抗議に対して、図書館問題研究会から
- 回収措置は言論に対する封殺行為であり許せない。
- 本作は、弱点を克服し成長する子供の可能性を描いた作品であり、「めくら」「びっこ」という言葉で障害者差別に結びつけるのは拡大解釈で作品の意味を汲んでない。
- 回収を行えば障害者差別が無くなる道理も無く、「言葉だけで何かを変えよう」という幻想に繋がりかねない。
- 個々の企業に対する脅しが差別の撤廃にはならないし、体制も変わらない。

とする声明が提出され、言論の自由の侵害と企業に対する脅迫行為であると判断されている。また、「ピノキオ退治は世界の笑いもの」と揶揄する声が出る始末となった。
1978年（昭和53年）8月に綾部市議会議員に初当選。1期目の途中で市議を辞職し、1982年（昭和57年）1月の綾部市長選挙に無所属で立候補したものの、自由民主党、公明党、民社党が推薦した元綾部市助役の谷口昭二に敗れる。同年8月に綾部市議会議員に2期目当選を果たす。
1987年（昭和62年）4月に京都府議会議員（綾部市選挙区、定数1）に無所属（自由民主党綾部支部が推薦）で立候補し、自由民主党京都府支部連合会が推薦した京都府議会副議長の福井要（新政会）に競り勝ち、初当選を果たす。
3期目途中で京都府議会議員を辞職し、1998年（平成10年）1月の綾部市長選挙で当選。2月に綾部市長に就任した。以後、綾部市長を3期12年務め、2007年（平成19年）には京都府市長会会長、他にも世界連邦都市宣言自治体協議会会長などを歴任した。
2000年（平成12年）2月にイスラエルの首都エルサレム市と友好都市締結を行い、2003年（平成15年）にイスラエルとパレスチナ双方の戦争遺児を日本に招き、「中東和平プロジェクトIN綾部」を開催した。一行は綾部市や京都市での交流事業を終え、東京では首相官邸を訪問して、当時の小泉純一郎首相と世界平和について懇談も行った。
2007年（平成19年）4月には全国初の「水源の里条例」を施行し、限界集落を「水源の里」と読み換えることで過疎集落の振興施策を転換し、「上流は下流を思い、下流は上流に感謝する」の理念を掲げて、同年11月に全国の市町村に呼びかけて「全国水源の里連絡協議会」を立ち上げ、初代会長に就任した。当初は146自治体の参画を得て始まった「協議会」は、現在では157の自治体が参画し、協賛団体7団体、連携団体7団体となっている。
2010年に日本政策投資銀行の国際部長等を経て、綾部市理事（会計管理者）となっていた山崎善也を後継市長として擁立し、自らは政界を引退した。
政界引退後はNPO法人北近畿みらい理事長、大相撲京都場所本部長（勧進元）などを務めている。